# Rajgarh (stato)
Lo Stato di Rajgarh fu uno stato principesco del subcontinente indiano, avente per capitale la città di Rajgarh.

## Storia
Il principato aveva uno stato predecessore noto col nome di Umatwara, il cui capo aveva ricevuto il titolo di Rawat (equivalente di Raja) nel 1448. Nel 1681 ad ogni modo lo stato venne diviso tra Rajgarh e Narsinghgarh tra i due figli del rawat Chhatar Singh, rawat Mohan Singh e rawat Parasramji. La figlia Mrinalini si portò presso l'Himalaya e prese residenza nell'attuale Himachal Pradesh, a Rajgarh. Lo stato aveva una rendita annua pari a 33.000 rupie nel 1911, pagando un tributo annuo allo stato di Gwalior di 3640 rupie.
Dopo l'indipendenza indiana nel 1947, l'ultimo raja aderì al governo dell'India il 15 giugno 1948. Il Rajgarh divenne parte dello stato di Madhya Bharat che venne costituito dalla parte occidentale degli stati componenti l'Agenzia dell'India Centrale. Nel 1956 il Madhya Bharat venne unito allo stato di Madhya Pradesh.

## Governanti

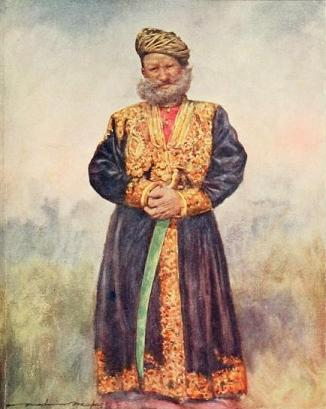
Un governante di Rajgarh

I governanti dello stato di Rajgarh erano Rajputs della casata di Ponwar (Umat) ed ottennero il saluto onorifico di 11 colpi di cannone a salve nelle occasioni ufficiali. I sovrani locali ebbero il titolo di rawat (equivalente di raja) sino al 1872 per poi ottenere quello di Nawab sino al 1880 quando nuovamente ottennero quello di raja.

### Rawat
- 1638 - 14 aprile 1714 Mohan Singh  (m. 1714)
- 1714? - 1740 Amar Singh
- 1740 - 1747 Narpat Singh
- 1747 - 1775 Jagat Singh
- 1775 - 1790 Hamir Singh
- 1790 - 1803 Pratap Singh
- 1803 - 1815 Prithvi Singh
- 1815 - 1831 Newal Singh            (m. 1831)
- 1831 - 1872 Rawat Moti Singh       (n. 1814 - m. 1880)
- 1846 - novembre 1847 Thakur Khok Singh - amministratore

### Nawab
- 1872 - ottobre 1880 Mohammad Abd al-Wasih Khan  (s.a.) (già rawat come rawat Moti Singh)

### Rawat
- 1880 - 1882 Bakhtawar Singh               (m. 1882)
- 6 luglio 1882 - 1º gennaio 1886 Balbhadra Singh  (n. 1857 - m. 1902)

### Raja
- 1º gennaio 1886 - gennaio 1902 Balbhadra Singh    (s.a.)
- 20 gennaio 1902 - 9 gennaio 1916 Bane Singh      (n. 1857 - m. 1916) (dal 1º gennaio 1908, Sir Bane Singh)
  - 20 agosto 1908 - 21 novembre 1940 Ram Singh     (sezione di Himachal Pradesh)
- 17 gennaio 1916 - 26 ottobre 1936 Birendra Singh (n. 1878 - m. 1936) (dal 1º gennaio 1918, Sir Birendra Singh)
- 18 dicembre 1936 - 15 agosto 1947 Bikramaditya Singh (n. 1936)
  - 21 novembre 1940 - 15 agosto 1947 Ram Charan Singh (sezione di Himachal)